# Iliszczewicze
Iliszczewicze (biał. Ілішчавічы, ros. Илищевичи) – wieś na Białorusi, w obwodzie mińskim, w rejonie wilejskim, w sielsowiecie Osipowicze.

## Historia
W czasach zaborów wieś rządowa w gminie Wilejka, w powiecie wilejskim, w guberni wileńskiej Imperium Rosyjskiego. W 1866 roku liczyła 220 mieszkańców w 23 domac.
W latach 1921–1945 wieś leżała w Polsce, w województwie wileńskim, w powiecie wilejskim, w gminie Kołowicze (do 1929 gmina Wilejka).
Według Powszechnego Spisu Ludności z 1921 roku zamieszkiwały tu 394 osoby, 2 było wyznania rzymskokatolickiego a 392 prawosławnego. Jednocześnie 8 mieszkańców zadeklarowało polską, 385 białoruską a 1 rosyjską przynależność narodową. Były tu 72 budynki mieszkalne. W 1931 w 82 domach zamieszkiwało 431 osób.
Wierni należeli do parafii rzymskokatolickiej i prawosławnej w Wilejce. Miejscowość podlegała pod Sąd Grodzki w Wilejce i Okręgowy w Wilnie; właściwy urząd pocztowy mieścił się w Wilejce.
W wyniku napaści ZSRR na Polskę we wrześniu 1939 miejscowość znalazła się pod okupacją sowiecką. 2 listopada została włączona do Białoruskiej SRR. Od czerwca 1941 roku pod okupacją niemiecką. W 1944 miejscowość została ponownie zajęta przez wojska sowieckie i włączona do Białoruskiej SRR.
Od 1991 roku w składzie niepodległej Białorusi.